# Leptotarsus minusculoides
Leptotarsus minusculoides är en tvåvingeart som först beskrevs av Wood 1952.  Leptotarsus minusculoides ingår i släktet Leptotarsus och familjen storharkrankar. Inga underarter finns listade i Catalogue of Life.